# المسيب بن علس
المسيب بن عَلس (نحو 100 ق هـ - 23 ق هـ / 525 - 600م ) شاعر جاهلي، كان أحد المقلّين المفضلين في الجاهلية، وهو من بني جماعة من ضبيعة 
. وهو خال الأعشى ميمون وكان الأعشى راويته.
وقيل اسمه زهير، وكنيته أبو فضة.لقب بالمسيب ببيت قاله وهو جاهلي لم يدرك الإسلام له ديوان شعر شرحه الآمدي.

## نسبه
هو المسيب واسمه زُهير بن علس بن مالك بن عمرو بن حمامة بن زيد بن ثعلبة بن عدي بن مالك بن جشم بن بلال بن جماعة بن جُلى بن أحمس بن ضبيعة بن ربيعة بن نزار بن معد بن عدنان.

## نماذج من شعره
وجدت له بيت يمدح فيه الجلندى بن المستكبر ملك عمان قبل الإسلام يقول فيه:
وله بيت جميل في الحكمة يقول فيه:
ويبدو ان دعبل الخزاعي أخذ منه فكرة ابياته الشهيرة التي يقول فيها :
وبعضهم نسبها ل الشافعي.
للمسيب أبيات أخرى في الحكمة يقول فيها: